# San Cristóbal de La Paz
San Cristóbal de La Paz era una fortezza in Cile, costruita nel 1621 dal Governatore Cristóbal de la Cerda y Sotomayor. Si trovava a circa cinque o sei chilometri a sud ovest di Yumbel, sulla costa ovest del fiume Claro, a nord della sua confluenza col fiume Laja. Nel 1646 furono costruite una missione e una piccola chiesa, che divennero successivamente un piccolo insediamento con alcuni abitanti. Nel febbraio del 1655 sia la fortezza sia la missione furono distrutti dai Mapuche, e furono ricostruiti nel 1663 sotto il governo temporaneo di Ángel de Peredo. Questo insediamento durò fino all'ascesa dei Mapuche nel 1766, quando fu abbandonato e mai più ricostruito.